# Filippos Margaritis

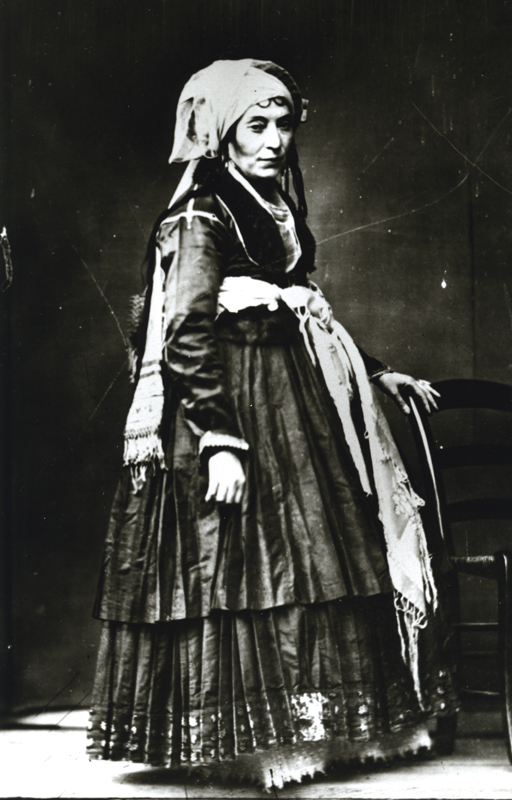
Žena z Psary, fotografie, konec 19. století (Fotografický archiv Peloponéské folklorní nadace, Nafplio)

Filippos Margaritis (Φίλιππος Μαργαρίτης, Smyrna, 1810 - Würzburg, 1892) byl řecký malíř a fotograf.

## Životopis
Narodil se roku 1810 ve Smyrně v tehdejší oblasti zvané Epirus. Jeho otec byl obchodník a Filikos - člen tajné organizace Filiki Eteria- Filippos Margaritis. Měl pět dalších bratrů, z nichž Georgios byl významným malířem a litografem. S vypuknutím řecké revoluce opustila jeho rodina Smyrnu, aby unikla masakrům a našla útočiště na rebelském ostrově Psara. V roce 1832 získal stipendium od vlády Ioannise Kapodistriase a studoval malířství v Římě.
V roce 1837 se vrátil do Řecka a v roce 1842 byl jmenován profesorem malby na umělecké škole. Spolu se svým bratrem Georgiem vyzdobil paláce krále Oty I. Řeckého a pavilon řecké účasti na pařížském mezinárodním veletrhu v roce 1855, kde také prezentoval fotografie historických památek Athén. V roce 1862, v roce, kdy se jako fotograf zúčastnil londýnského mezinárodního veletrhu, byl po sesazení Otty vyloučen z funkce na Škole výtvarných umění, ale rychle získal dobré vztahy s prostředím krále Jiřího I. vytvoření fotografického portrétu královského páru. V roce 1870 získaly jeho fotografie stříbrnou medaili na výstavě v Olympii. Zemřel v roce 1892 v německém Würzburgu.
Margaritis je považován za prvního řeckého fotografa. Jeho zájem o fotografii (tehdy nazývanou daguerrotypie) začal kolem roku 1847 po zahraniční cestě. V roce 1853 otevřel první fotoateliér v Aténách. Svými fotografiemi zvěčnil archeologické krajiny a významné osobnosti své doby a řada z nich se dochovala dodnes, přičemž jeho pozoruhodným dílem je fotoalbum děl souvisejících s řeckou revolucí od Petera Von Ese, které vytvořil spolu se svým spolupracovníkem Giannisem Konstantinosem.
Kromě toho, že byl průkopnickým fotografem, byl Margaritis také malíř. Zabýval se především portrétem a scénami inspirovanými řeckou revolucí, přičemž silné jsou jeho vlivy italské školy.

## Galerie

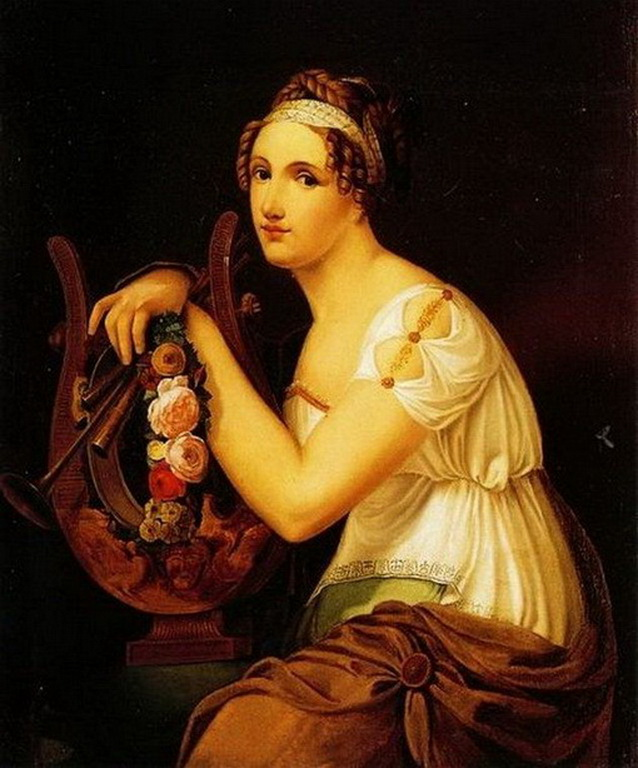
Múza Efterpi, Atény, Národní galerie
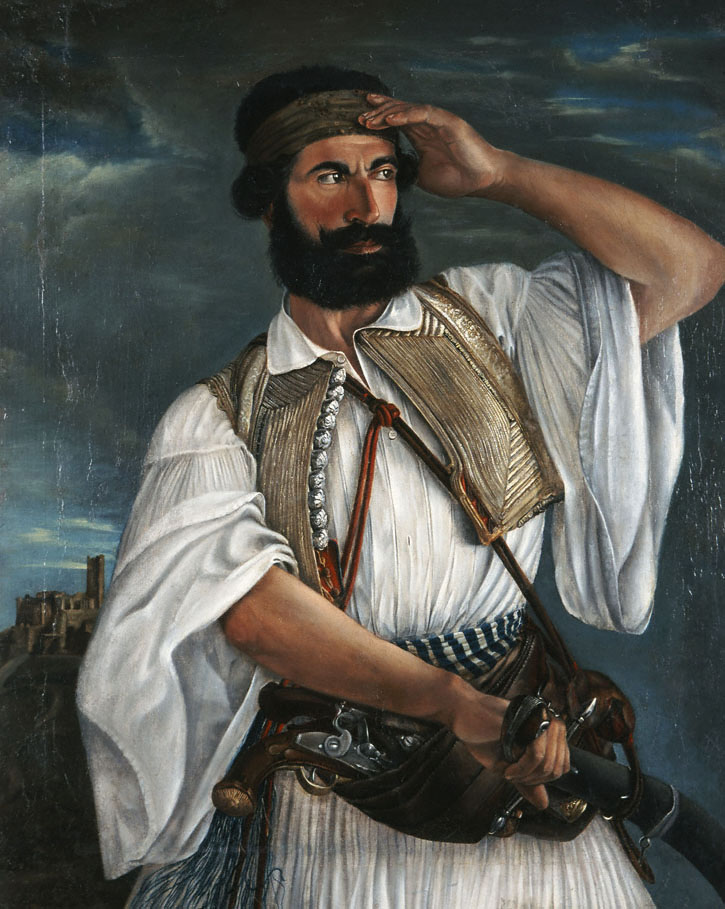
Kapitán Gouras, Atény, Národní galerie
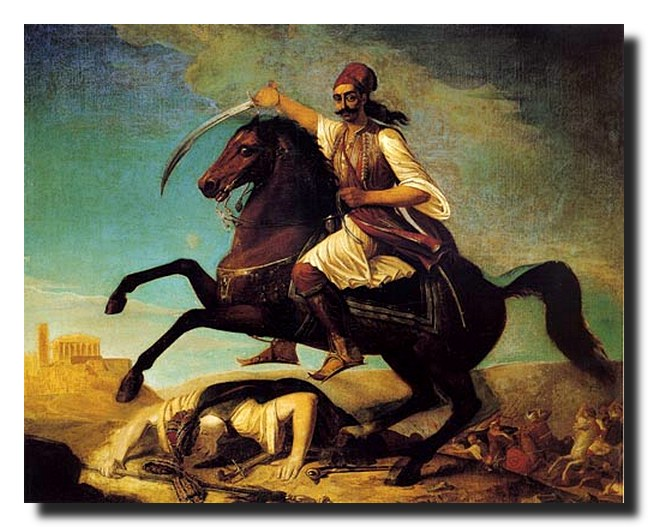
Karaiskakis
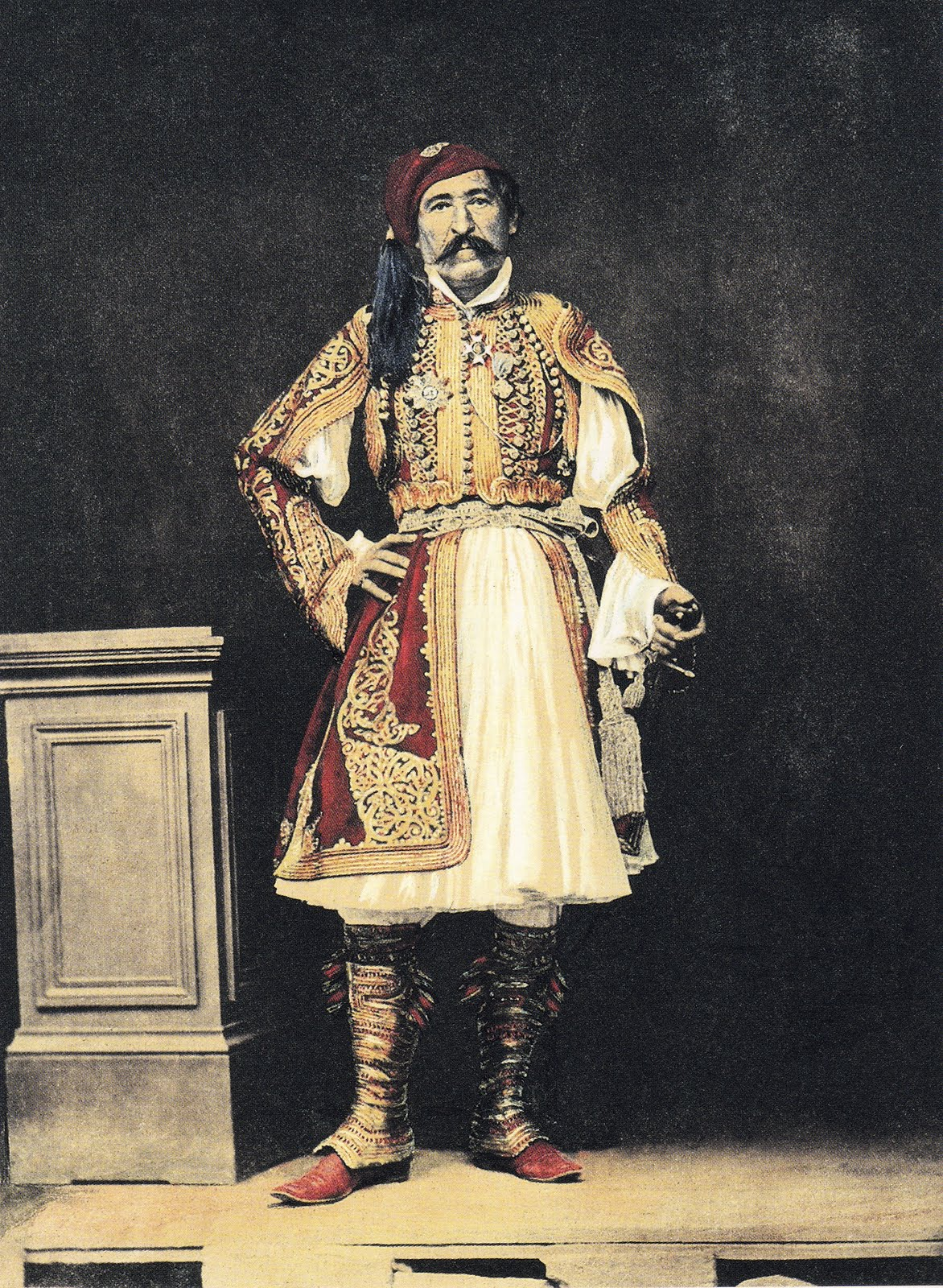
Generál Christodoulos Chatzipetros, 1855
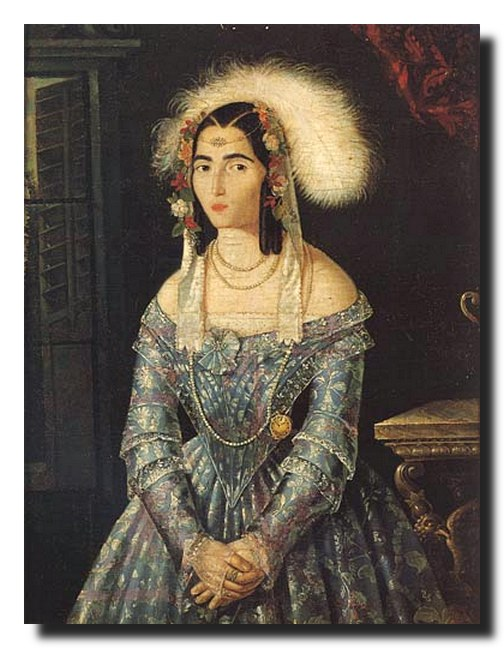
Portrét ženy s perem na hlavě
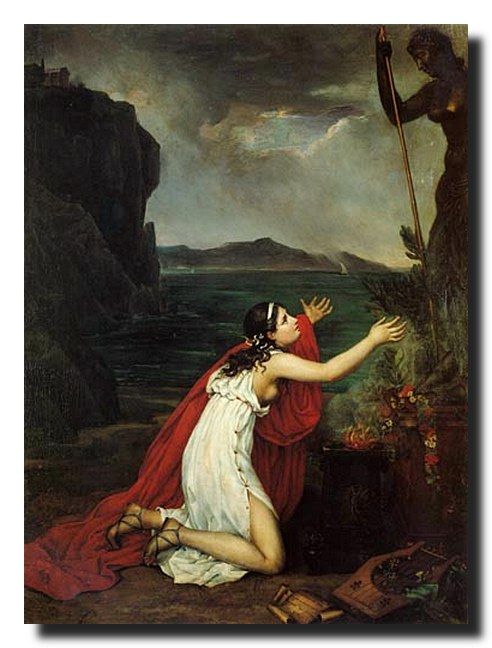
Sapfó se modlí k Afroditě